# Mariana Carrizo
Mariana Carrizo (n. 26 de noviembre de 1983, Angastaco, Salta), es una cantante coplista argentina.

## Biografía
Mariana Carrizo nació en Angastaco, una pequeña población rural ubicada en los Valles Calchaquíes, en la provincia de Salta. Allí vivió con su abuela hasta los cinco años, cuando se mudó a San Carlos (Salta), cerca de Cafayate. 

Yo sé lo dura que es la vida en los cerros, no es como la muestran las postales. La gente baja para vender sus cositas, quesos, charqui, pasan días enteros durmiendo a la intemperie, con frío, lluvia, tormentas. Y por ahí cuando llegan lo que sacan no les alcanza para comprar lo que necesitan, o la novedad que llegó al almacén del pueblo. Esa impotencia se hace copla.

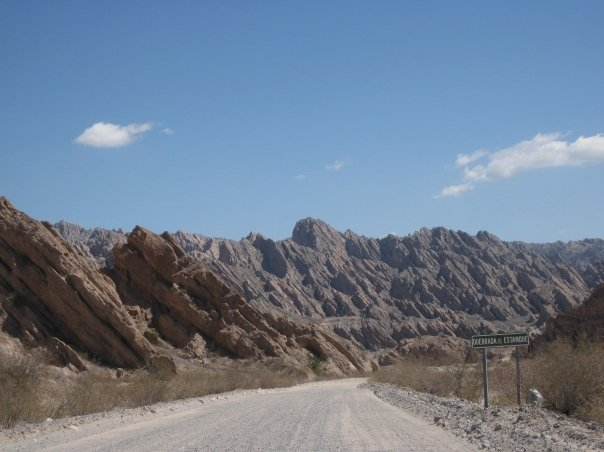
Cerros andinos de Angastaco donde nació y se crio Mariana Carrizo.

Desde niña se inició en el arte de la copla andina, arte milenario del noroeste argentino cultivado casi exclusivamente por mujeres. A los 8 años subió a un escenario por primera vez, lugar donde encontró su felicidad absoluta, desde entonces inició su carrera artística en cada oportunidad que tuviese. 
Durante 8 años cantaba en cada viaje  del circuito turístico "Tren a las Nubes", hasta el año 2003
En 2004 se presentó en el Festival de Cosquín, el más importante de la música folklórica argentina, obteniendo el Premio Consagración. Ese mismo año lanzó su álbum Libre y dueña, con bagualas y coplas populares y también obras de Atahualpa Yupanqui, Falú, Dávalos, Castilla, entre otros.
Nacida en el departamento de San Carlos, pueblo de los Valles Calchaquíes provincia de Salta, Argentina.
Desde niña se destacó interpretando las melodías autóctonas, anónimas, populares e improvisadas de su lugar.
Realiza su presentación primera en público a los 8 años en el primer festival del Poncho en la localidad de Molinos, Valles Calchaquíes de Salta, luego en la escuelita donde concurría y cualquier acontecimiento popular que le fuera posible.
Desde entonces recorre el mundo llevando el canto y la cultura de Salta y todo el Noroeste Argentino a través del Canto con de la copla.
Carrizo es sin dudas la más importante exponente de la música argentina, referente de identidad genuina,ya sea porque su mensaje es uno de los más autóctonos de su origen y toda Latinoamérica como por la frescura y visibilidad que le dio el mismo.
Ha cantado invitada de Dulce Pontes, Lila Dows, Cecilia Todd, León Gieco, Leo Genovese, Dino Saluzzi, Peteco Carabal , Chaqueño Palavecino, Jorge Rojas,Daniel Damico, entre otros artistas populares de diferentes géneros, locales y de otros países. 
Carrizo lanzó su videoclip, un corto del tema Doña Ubenza, del compositor Chacho Echenique (Dúo Salteño) donde cuenta de una mujer en la inhóspita y profunda montaña, y la filosofía de vida desde ese universo como mensaje de identidad existencial, en la realización del Birque Animaciones dirigido por Juan Costa.
El tráiler lleva cosechando más de 30 premios nacionales e internacionales y ella, ideología, artífice fundacional y cantante del mismo en acompañamiento de su proyecto y del recibimiento del público en general pero especialmente el infantil, lleva adelante una puesta escénica especial como lo es el "Concierto Doña Ubenza" en una extensa e importante gira por Argentina y el exterior.
La formación musical que la acompaña está compuesta por bombo, guitarra, bandoneón y vientos andinos.
Ferviente luchadora por la preservación y revalorización del Canto Ancestral de la Copla y todo lo que a esa expresión cultural refiere. 
Coplera, cantante, recopiladora, poeta, improvisadora, productora, son algunas de las cualidades que describen a la artista Calchaquí de Salta, Argentina.

## Estilo
Carrizo construyó su repertorio con las vivencias personales desde su infancia y también con los trabajos de investigación que la artista fue haciendo en el transcurso de su andar, integrándolas a las pocas recopilaciones existentes . Tiene un estilo que ha sido definido como "filoso", por la autenticidad y el mensaje contundente y con gran fortaleza lleva en contra de la violencia machista y las injusticias con el pueblo, lenguaje crítico y directo de sus coplas. 
Yo soy hija de la luna
Nacida del rayo el sol
Hecha con muchas estrellas
Mujer de mucho valor.
Para ella la copla es la expresión de la existencia, "la copla refleja la vida cotidiana", desde las situaciones más trágicas e injustas, hasta las experiencias alegres y sensuales. Entre sus coplas se destacan las que cuestionan al machismo, llegando hasta asumir posturas feministas inusuales en el folklore, y que le han significado en alguna oportunidad ser cuestionada por algún sector del público. "Yo las canto a propósito, -dice Carrizo-, para que las mujeres sepan que no tienen que quedarse calladas. Para que no se conformen con ser más machistas que los hombres".
Casada quisiera estar,

casada por un ratito.

Casada toda la vida,

eso sí no lo permito.

## Discografía
- Libre y dueña (2004)
- Coplas de Sangre  (2008)